# Bruno Wittig
Bruno Wittig (* 11. Februar 1885 in Wittenberg; † 14. August 1973 in Butzbach) war ein hessischer Politiker (SPD) und ehemaliger Abgeordneter des Landtags des Volksstaates Hessen in der Weimarer Republik.
Bruno Wittig war der Sohn des Postinspektors Adolf Wittig und dessen Frau Marie geborene Freud. Nach dem "Tertia"-Abschluss arbeitete er bis 1919 als Buchdrucker, zuletzt als Maschinenmeister. 1907 heiratete Bruno Wittig, der evangelischer Konfession war, in Wittenberg Anna geborene Pilz.
Bruno Wittig war April 1919 bis 1933 Parteisekretär der SPD für Friedberg-Büdingen-Schotten. 1919 bis 1933 war er auch Stadtverordneter und 1919 bis 1931 Erster Beigeordneter in Butzbach. Zugleich war er Mitglied des Kreistags, des Kreisausschusses und des Provinzialausschusses Oberhessen. 1927 war er Vorsitzender des Gewerkschaftskartells Butzbach.
1919 bis 1921 gehörte er dem Landtag an. Eine Reichstagskandidatur im Jahr 1930 im Wahlkreis 33 (Hessen-Darmstadt) blieb erfolglos.
Nach der Machtergreifung der Nationalsozialisten konnte er seine politische Arbeit nicht fortsetzen. In der NS-Zeit wurde er im KZ Osthofen und KZ Dachau festgehalten.
1945 bis 1949 war er Bürgermeister und 1949 bis 1960 Stadtverordneter in Butzbach. 1945 bis 1948 war er Erster und seit 1948 Zweiter Kreisdeputierter.